# Agrotis admirationis
Agrotis admirationis är en fjärilsart som beskrevs av Achille Guenée 1868. Agrotis admirationis ingår i släktet Agrotis och familjen nattflyn.